# Terceira invasão francesa de Portugal

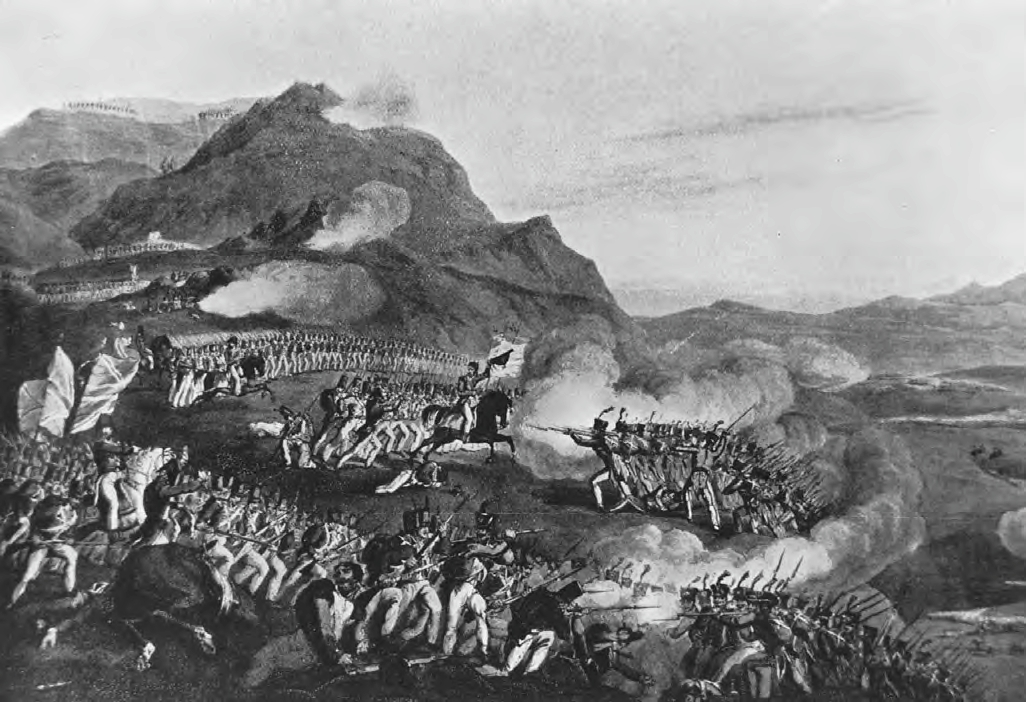
Gravura de Thomas S. St. Clair representando a Batalha do Buçaco, em 27 de Setembro de 1810

A Terceira Invasão Francesa teve início em Julho de 1810 e terminou em Abril de 1811, com a retirada das forças francesas para Ciudad Rodrigo. O exército invasor era o maior dos que já tinham invadido Portugal, em 1807 sob o comando de Junot e 1809 sob o comando de Soult. O comandante deste exército, o marechal Massena, era um dos mais conceituados marechais de França. Para a sua derrota contribuiu não só a qualidade do exército anglo-luso, sob comando de Wellesley, o duque de Wellington, mas também a estratégia utilizada por este general e desenvolvida com base nas Linhas de Torres Vedras.

## Antecedentes
A Segunda Invasão Francesa terminou com a retirada do II CE do marechal Nicolas-Jean de Dieu Soult para a Galiza. Sir Arthur Wellesley tinha agora de se preocupar com o I CE do marechal Victor (Claude Victor-Perrin), que se encontrava na Estremadura Espanhola e deu então início à Campanha de Talavera, primeira ofensiva britânica em Espanha. A ameaça sobre as linhas de comunicações com Lisboa e a falta de apoio logístico por parte das autoridades espanholas obrigaram Wellesley a retirar para Portugal, apesar da vitória obtida na Batalha de Talavera.
Frustrados os planos para a conquista de Portugal em 1809, Napoleão nomeou o marechal André Masséna comandante do novo “Exército de Portugal”, constituído por três corpos de exército, cerca de 65 000 homens. Masséna era um dos marechais de mais elevada reputação no Império Francês. Napoleão estava de tal forma confiante na sua capacidade de levar a bom termo esta missão que não enviou ordens a nenhum outro comandante francês na Península para lhe prestar qualquer apoio. Em Maio de 1810, em Salamanca, Masséna assumiu o comando daquele exército.
Wellesley, já duque de Wellington, manteve o seu exército afastado da luta contra os franceses após a Batalha de Talavera, situação provocada pela falta de colaboração por parte das autoridades e dos generais espanhóis durante aquela campanha. A defesa da Andaluzia ficava entregue unicamente aos exércitos espanhóis. Por outro lado, Wellesley compreendia a situação de uma forma diferente das autoridades espanholas e as suas intenções tinham em conta os factores seguintes:
Para a defesa da Península Ibérica, considerava Portugal mais importante que a defesa da Andaluzia;
Considerava que tinha melhores condições de defesa em Portugal e, nesse sentido, tinha já começado a construção das Linhas de Torres Vedras;
Considerava que tinha a obrigação de privilegiar a defesa de Portugal porque, ao contrário de Espanha, aquele reino colocou-se inteiramente nas mãos dos aliados e colocou todos os recursos, inclusive o exército, à sua disposição;
Ao contrário do exército espanhol, o exército português tinha com ele uma relação de subordinação (Wellesley tinha recebido em Portugal, por decreto de 29 de Abril de 1809, a patente de Marechal General “dos Exércitos Portugueses para dirigir as suas Operações quando combinados com o de Sua Majestade”).
Por estas razões, Wellesley retirou as suas unidades de Badajoz, a partir de 8 de Dezembro de 1809.  No dia 3 de Janeiro de 1810, o seu Quartel-General (QG) estava em Coimbra, a 2.ª Divisão, do general Rowland Hill, ficou em Abrantes e as restantes tropas iam sendo alojadas ao longo do vale do Mondego.
Um exército vindo de Espanha pode entrar em Portugal por três regiões diferentes: a fronteira Norte (foi utilizada na Segunda Invasão Francesa), a fronteira entre os rios Douro e Tejo e a fronteira entre os rios Tejo e Guadiana. O vale dos rios que correm de Espanha para Portugal era sempre um mau eixo, devido à morfologia do terreno. Não era por aí que corriam as estradas necessárias ao transporte da artilharia e trens dos exércitos (como Junot descobriu na sua marcha para Lisboa, durante a Primeira Invasão Francesa).
A fronteira Norte não estava disponível para os franceses, porque não dominavam a Galiza e era a mais distante do seu objectivo: Lisboa. A fronteira Sul conduzia à margem sul do Tejo e este rio representava um obstáculo tanto mais difícil de transpor quanto mais próximo de Lisboa se encontrava. A invasão pela Beira era, pois, o eixo natural para alcançar rapidamente Lisboa. Existiam obstáculos a vencer: a Praça-forte de Almeida na fronteira, o terreno com morfologia favorável à defesa e o formidável sistema defensivo da Península de Lisboa, chamado Linhas de Torres Vedras. Mas iriam surgir outras dificuldades.

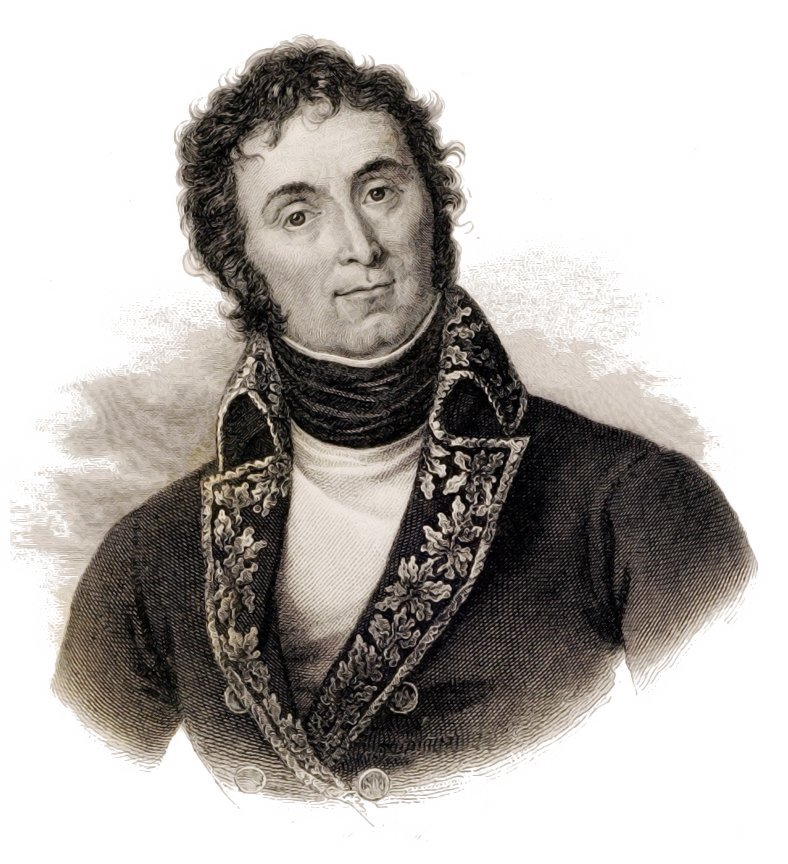
André Masséna marechal do Primeiro Império Francês

## O exército invasor
O exército francês que Masséna comandava era o mais numeroso das três invasões francesas. Tinha um efectivo total, em 15 de Setembro de 1810, de 65 050 homens, incluindo as unidades de manobra e de apoio, oficias, sargentos e praças. Estes efectivos elevados estavam organizados da seguinte forma:
- II CE[5] sob comando do general Ebenezer Reynier; era composto por duas divisões[6] de infantaria, uma brigada de cavalaria e os meios de apoio – 17 718 homens;
- VI CE sob comando do marechal Michel Ney; era composto por três divisões de infantaria, uma brigada de cavalaria e os meios de apoio – 24 306 homens;
- VIII CE sob o comando do general Jean-Andoche Junot; era composto por duas divisões de infantaria, uma divisão de cavalaria e os meios de apoio – 16 939 homens;
- Reserva de Cavalaria sob comando do general Louis-Pierre Montbrun; era composta por três brigadas de cavalaria e o apoio de fogos era fornecido por uma bateria[7] de artilharia a cavalo.

Além destas forças existiam ainda a Reserva de Artilharia, os Trens, um corpo de engenheiros, uma pequena unidade (177 homens) de Gendarmerie e o Estado-Maior. Muitos dos oficias e praças tinham já experiência das anteriores invasões.

## O exército anglo-português
Desde Abril de 1809 que as forças portuguesas estavam, para efeitos de operações militares, subordinadas a Wellesley. Desta forma, é absolutamente legítimo referir um exército anglo-luso em vez de dois exércitos daquelas nacionalidades. Além disso, as forças portuguesas e britânicas actuavam cada vez mais como forças combinadas.
O exército de Wellesley tinha já evoluído, desde a Campanha de Talavera, para uma organização em Divisões. As forças portuguesas utilizavam uma organização idêntica mas mantiveram algumas brigadas independentes. As forças portuguesas e britânicas somavam 61 452 homens e estavam organizadas da seguinte forma:
- 1.ª Divisão de Infantaria sob comando do general Brent Spencer; era formada por quatro brigadas de infantaria, uma da King's German Legion – 7 053 homens;
- 2.ª Divisão de Infantaria sob o comando do general Rowland Hill; era formada por três brigadas de infantaria – 5 737 homens;
- 3.ª Divisão de Infantaria sob o comando do general Thomas Picton; era formada por três brigadas de infantaria sendo uma delas portuguesa – 4 743 homens;

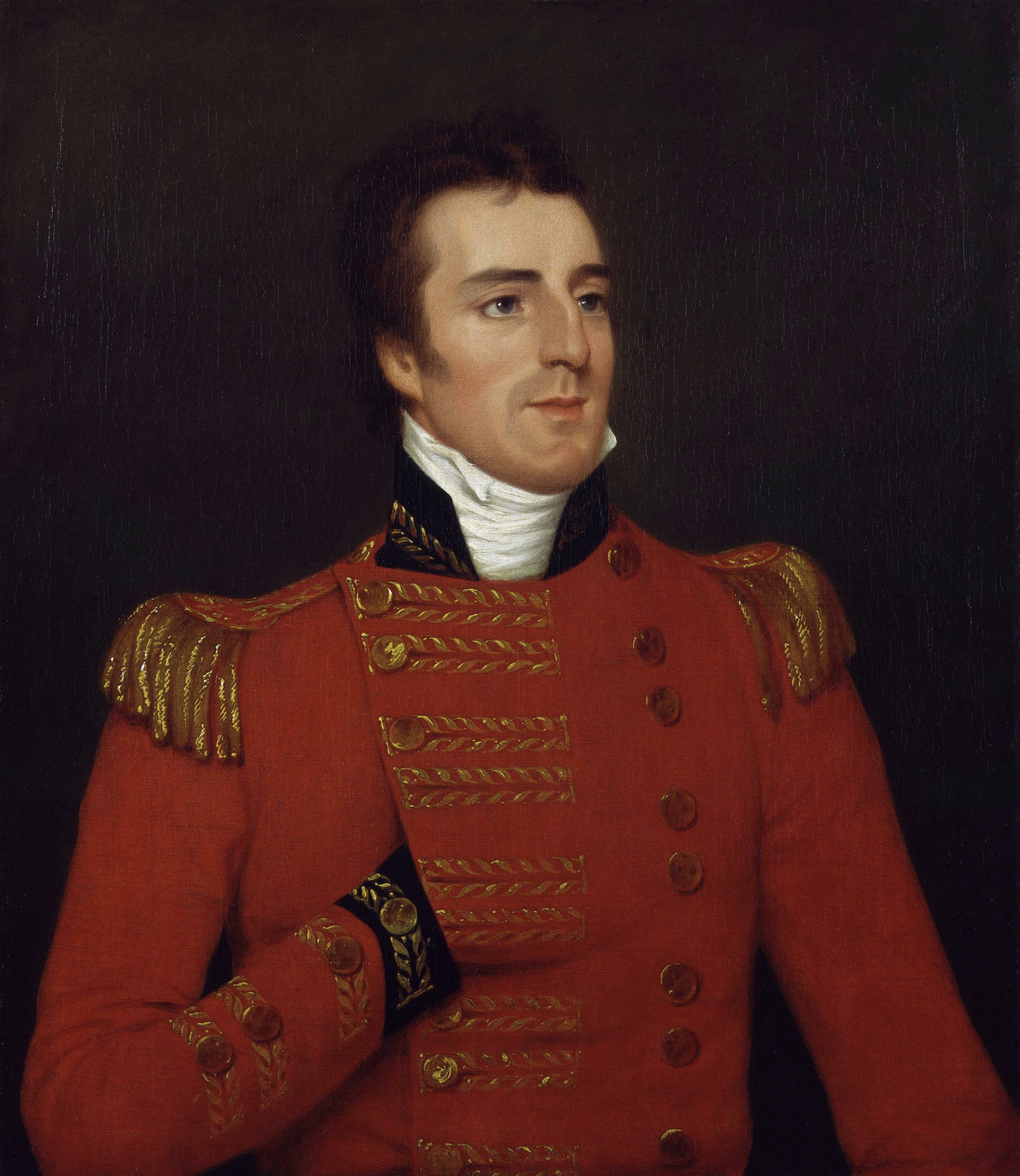
Sir Arthur Wellesley, comandante do Exército Anglo-luso

- 4ª Divisão de Infantaria sob o comando do major-general Galbraith Lowry Cole; era formada por três brigadas de infantaria sendo uma delas portuguesa – 7 400 homens;
- 5ª Divisão de Infantaria sob o comando do general James Leith; era formada por duas brigadas de infantaria sendo uma delas portuguesa, por três batalhões da Leal Legião Lusitana e dois batalhões do RI 8[10] (português) – 7.305 homens;
- Divisão Ligeira (em Inglês, Light Division) sob comando do brigadeiro-general Robert Craufurd; era formada por duas brigadas de infantaria e cada uma delas integrava um batalhão de caçadores português – 4 112;
- 1ª Divisão Portuguesa sob o comando do marechal de campo John Hamilton; era formada por duas brigadas de infantaria – 4 940 homens; os efectivos desta divisão, na Batalha do Buçaco,  foram integrados na 2ª Divisão de Infantaria;
- 2ª Divisão Portuguesa sob o comando do coronel Carlos Frederico Lecor; era constituída por duas brigadas, uma delas de milícias – 4 811 homens;
- Três Brigadas Independentes de Infantaria Portuguesas:
  - 1.ª Brigada sob comando do brigadeiro-general Dennis Pack – 2 769 homens;
  - 2.ª Brigada sob comando do brigadeiro-general Archibald Campbell – 3 249 homens;
  - 3.ª Brigada sob comando do brigadeiro-general Francis John Colleman – 2 345 homens.
- Quatro Brigadas de Cavalaria Britânicas com um total de 3 136 homens;
- Uma Brigada de Cavalaria portuguesa sob o comando de Fane – 430 homens.

Além destas forças existiam 2.230 homens na artilharia e 506 no corpo de engenheiros, estado-maior e trens.

## A invasão

### O avanço francês até às Linhas de Torres Vedras
A praça espanhola de Ciudad Rodrigo controlava a estrada para a fronteira portuguesa e, por isso, era essencial para iniciar a invasão controlada pelos franceses. A sua fortaleza tinha uma guarnição espanhola com cerca de 5 500 homens sob comando do marechal de campo  Don Andreas de Herrasti. O Cerco de Ciudad Rodrigo tinha começado a 26 de Abril de 1810, mas só a 25 de Junho foi lançado o assalto à fortaleza. Os defensores resistiram até ao dia 9 de Julho. O próximo obstáculo a vencer encontrava-se já em Portugal.
A praça forte de Almeida situa-se em Terras de Ribacôa, na Beira Interior, junto à fronteira com Espanha, a cerca de 35 km de Ciudad Rodrigo. A ocidente da praça corre, de Sul para Norte, o rio Coa. O forte tinha uma guarnição 5 600 homens e mais de 100 peças de artilharia. Para avançar, era necessário, portanto, estar na posse da praça. Para o fazer era necessário afastar a Divisão Ligeira de Craufurd. Essa tarefa ficou a cargo do VI CE do marechal Ney. O Combate do Côa a 23 de Julho de 1810 foi, nesta invasão, o primeiro confronto em território português entre as forças de Wellesley e os invasores. Craufurd que vinha a executar uma acção retardadora desde o território espanhol foi obrigado a retirar, depois de ter oferecido forte resistência. O Cerco de Almeida (1810) começou no dia 24 de Julho e durou até ao dia 28 de Agosto.
Masséna só retomou a marcha a 15 de Setembro. Durante o tempo que permaneceu na região de Almeida providenciou rações para alimentar o seu exército durante quinze dias. Esta sua preocupação era pertinente, pois Wellesley tinha planeado retirar da rota da invasão tudo o que pudesse alimentar as tropas francesas. O exército francês alimentava-se normalmente do que obtinha nos territórios por onde passava. Além disso, as unidades de milícias sob comando do coronel Nicholas Trant flagelavam-nos constantemente e retiravam muita liberdade de acção às tropas para procurarem alimentação. Ao retomar a marcha, Masséna dirigiu-se para Coimbra. A estrada em que seguiam, a norte do rio Mondego, passava por uma excelente posição defensiva, onde Wellesley decidiu dar batalha.

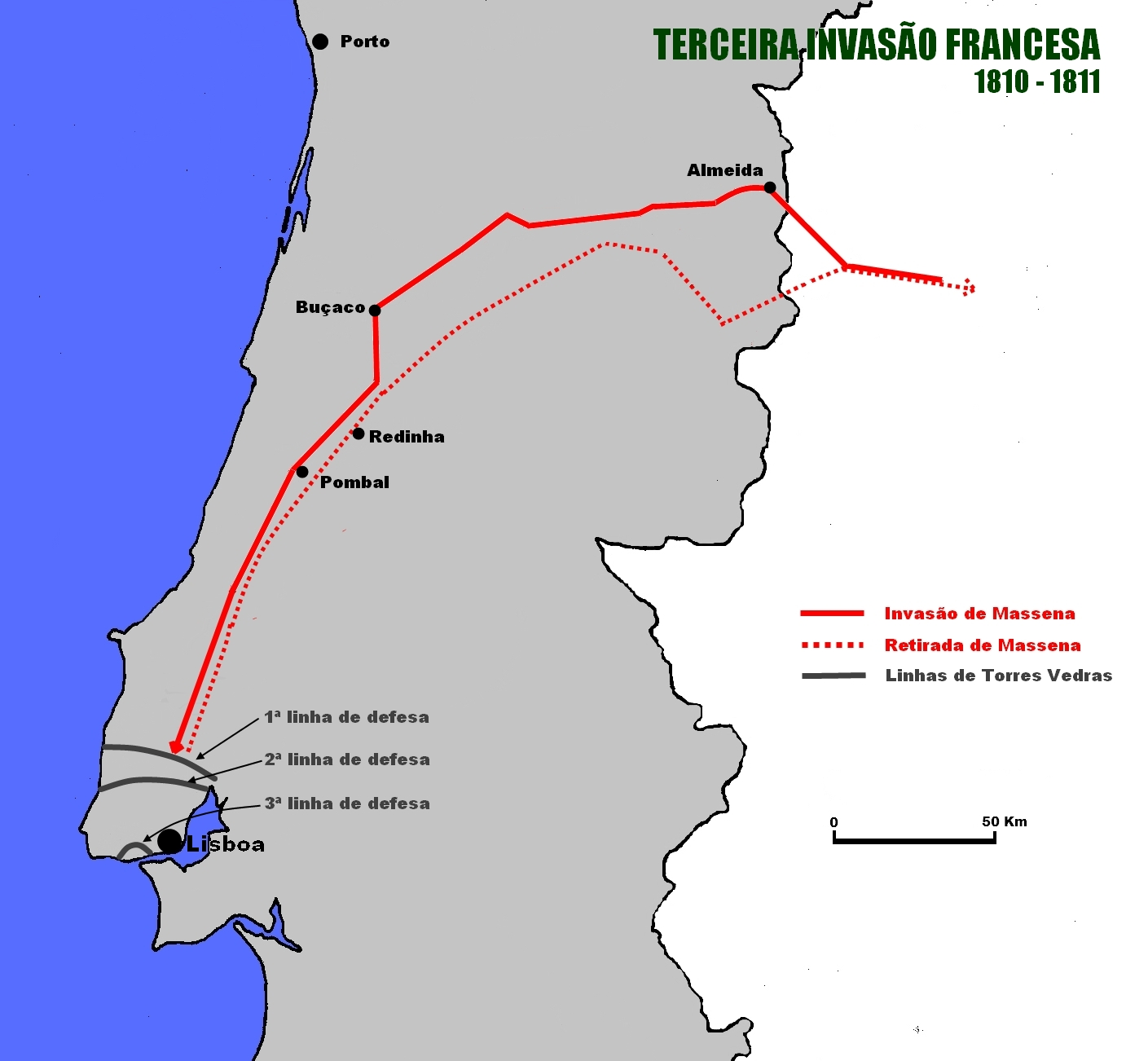
Mapa com o itinerário do exército invasor na Terceira Invasão Francesa

A Batalha do Buçaco travada a 27 de Setembro de 1810 resultou numa importante vitória do exército anglo-luso. Wellesley ocupou uma excelente posição defensiva na Serra do Buçaco, entre Penacova e Luso. Masséna subestimou as forças anglo-lusas e lançou um ataque frontal, que não resultou. Os franceses foram repelidos com relativa facilidade e sofreram cerca de 4 500 baixas. Os aliados sofreram 1 252 baixas. Depois da batalha, os franceses contornaram a posição por norte, pela estrada de Mortágua e Mealhada, e os aliados retiraram em direcção a Coimbra, antes que as tropas francesas se colocassem à sua retaguarda. A invasão francesa continuava mas, enquanto o exército anglo-luso reforçou a confiança no seu próprio valor, os franceses começaram a prever as dificuldades que iam enfrentar. O moral das tropas começou a baixar. O objectivo de Wellesley era agora atingir as Linhas de Torres Vedras e aguardar aí o eventual ataque francês.
Como o exército aliado retirava a maior parte da população das regiões em que iria passar o exército francês, foi dada ordem de evacuação de Coimbra. As propriedades agrícolas foram abandonadas. Os bens que não podiam ser transportados e podiam servir de algum modo os franceses foram destruídos. Em Coimbra, os franceses encontraram escassos abastecimentos, mas, mesmo assim, a cidade foi saqueada. Não puderam tirar bom proveito dos bens que encontraram. Nesta retirada para a Península de Lisboa, a Divisão Ligeira de Craufurd mantinha a guarda da retaguarda.
Entre Coimbra e as Linhas de Torres Vedras deram-se alguns encontros entre as forças francesas mais avançadas e a guarda de retaguarda do exército de Wellesley. Os combates mais significativos registaram-se perto de Pombal e de Alenquer. No dia 11 de Outubro, as forças avançadas dos franceses avistaram as Linhas de Torres Vedras. Verificaram-se trocas de tiros na região do Sobral de Monte Agraço. No dia 14, o próprio Masséna veio observar as Linhas e compreendeu que as não podia atacar, sem receber ajuda. Esta poderia vir de Soult que se encontrava na Estremadura espanhola. Nem essa ajuda chegou nem Wellesley arriscou sair das Linhas para uma batalha em campo aberto.

### A retirada dos franceses
Ver o artigo Retirada de Massena
Massena manteve-se frente às Linhas de Torres Vedras durante quatro semanas. Depois retirou para posições entre Rio Maior e Santarém, onde podia obter alimentos mais facilmente. Podia resolver por algum tempo o problema do abastecimento do seu exército, mas não podia atingir o seu objectivo, Lisboa, pois continuava isolado de todos os outros exércitos franceses. À sua retaguarda, as acções de guerrilha desenvolvidas pelas milícias e ordenanças criavam-lhe as maiores dificuldades. Para enviar um relatório da situação a Napoleão foi enviado o general Foy e foi necessária uma escolta formada por um batalhão de infantaria e um esquadrão de cavalaria - entre 500 a 750 homens - e no regresso Foy era escoltado por 1 800 homens.
A situação provocava um desgaste grande no exército francês. Dos cerca de 65 000 franceses que tinham entrado em Portugal, em Setembro só 46 500 estavam presentes. Uma divisão estava a caminho para reforçar este exército, mas isso, na realidade, significava um problema de mais 7 500 homens para alimentar. Wellesley, pelo contrário, recebia apoios pelo mar e tinha o porto de Lisboa à sua disposição. Recebeu abastecimentos e reforços. Em Março, ele tinha sete divisões e estava a formar-se a oitava. As tropas portuguesas continuavam a receber treino e a melhorar as suas capacidades. Masséna manteve esta situação durante cinco meses. No dia 6 de Março, um camponês comunicou aos britânicos que os franceses tinham deixado acesas as fogueiras dos acampamentos, retirando-se durante a noite.
A retirada francesa surpreendeu o exército de Wellesley. Desta forma, o general francês ganhou um avanço de vinte e quatro horas sobre as unidades anglo-lusas que iniciaram a perseguição. Só no dia 11 de Março a guarda avançada dos Aliados, a Divisão Ligeira, entrou em contacto com a guarda de retaguarda francesa, formada pelas tropas do marechal Ney, perto de Pombal, onde se deu o Combate de Redinha. As escaramuças continuaram nos dias seguintes. Masséna pretendia atingir o território a norte do Mondego, onde poderia obter os abastecimentos necessários ao seu exército. Nessa região encontravam-se as milícias sob comando do coronel Nicholas Trant, que ofereceram resistência em todas as passagens possíveis do rio Mondego. O grosso das tropas de Wellesley aproximava-se e Masséna mais não podia fazer do que acelerar a retirada. Para isso, livrou-se de tudo o que não era essencial.
No dia 22 de Março, o exército francês estava concentrado entre a Guarda e Celorico e tinha estabelecido contacto com Ciudad Rodrigo. No início de Abril, os franceses mantinham em Portugal a fortaleza de Almeida e uma estreita faixa de terreno entre a fronteira e o rio Coa. Nessa região foi travado o Combate do Sabugal, que Wellesley considerou uma das mais gloriosas acções em que as tropas britânicas se viram envolvidas. As forças francesas envolvidas nessa acção, o II CE de Reynier, retiraram para Espanha, onde se encontrava já o resto do exército. Os franceses mantinham ainda a praça de Almeida, de onde a guarnição francesa conseguiu retirar na noite de 10 para 11 de Maio de 1811 (Ver o artigo "Cerco de Almeida (1811)).
Wellesley tinha libertado Portugal pela terceira vez. Os franceses retiraram com baixas muito pesadas, pois de Setembro de 1810 a Abril de 1811 perderam cerca de 25 000 homens. Cerca de um quarto – pouco mais de 6 000 - foram aprisionados,  uns 15 000 foram morreram de doença provocada pela fome, de exaustão ou caíram nas mãos de guerrilheiros, quando se afastavam da sua unidade para procurar comida ou por qualquer outra acção em que actuavam isolados ou em pequenos grupos. Apenas 1 500 – 6% das baixas – ficaram a dever-se a acção em combate. Estes números mostram bem as dificuldades que os franceses atravessaram para se manterem em Portugal, desde que chegaram às Linhas de Torres Vedras até à sua retirada para Espanha.

## Consequências
Wellesley podia agora considerar a possibilidade de assumir uma atitude ofensiva. No entanto, ainda existiam problemas, pois necessitava para isso de controlar no Centro as praças de Almeida e Ciudad Rodrigo, que controlavam a estrada para Salamanca e Valladolid e, no Sul, as praças de Elvas e Badajoz, que controlavam a estrada para Talavera e Madrid. Wellesley teria de actuar sobre estes dois eixos para capturar Almeida, Ciudad Rodrigo e Badajoz (esta tinha sido conquistada por Soult em Fevereiro de 1811). Foi com estes objectivos que foi travada, no Centro, a Batalha de Fuentes de Oñoro, enquanto ainda decorria o Cerco de Almeida (1811)  e, a Sul, a Batalha de Albuera. Nestas batalhas, já em Espanha, tomaram parte as unidades portuguesas integradas no exército de Wellesley.
Esta foi a terceira e última das invasões francesas de Portugal. Na realidade, em 1812, as forças francesas voltaram a entrar em Portugal. Eram forças do exército do marechal Auguste de Marmont. O seu objectivo já não era a ocupação do território, mas apenas obter posições favoráveis perante o exército de Wellesley.